# Cibèids
Els cibeids (Cybaeidae) són una família d'aranyes araneomorfes. Fou descrita per primera vegada per N. Banks l'any 1892.
La seva distribució és força extensa per tot l'hemisferi nord (Europa, gran part del Nord-amèrica i Àsia) i algunes altres zones del planeta (el nord de Sud-amèrica, Sumatra).

## Sistemàtica
Segons el World Spider Catalog amb data de 10 de febrer de 2019, aquesta família té reconeguts 19 gèneres i 260 espècies de les quals 157 pertanyen al gènere Cybaeus. El creixement dels darrers anys és considerable, ja que el 28 d'octubre de 2006 i hi havia reconeguts 19 gèneres i 260 espècies, de les quals només constaven 105 espècies del gènere Cybaeus.
Tradicionalment, aquest grup se l'havia considerat com una subfamília dels agelènids (Agelenidae), i el 1967 va passar als dictínids (Dictynidae) d'acord amb Lehtinen. El 1970 va ser elevada a la categoria de família per Forster. Recentment, el 2017, es van produir canvis en la llista de gèneres a partir de l'estudi filogenètic de Wheeler et al, incorporant-se, entre d'altres, Cryphoeca, Calymmaria, Ethobuella i Willisus. Però també alguns gèneres que pertanyien als cibèids, com per exemple Argyroneta, s'han transferit a altres famílies; en aquest cas, Argyroneta ha passat als dictínids.

### Llista de gèneres
El 19 gèneres són:
- Blabomma Chamberlin & Ivie, 1937 (EUA, Corea)
- Calymmaria Chamberlin & Ivie, 1937 (EUA, Canadà, Mèxic)
- Cedicoides Charitonov, 1946 (Turkmenistan, Tadjikistan, Uzbekistan)
- Cedicus Simon, 1875 (Mediterrani Oriental, Àsia)
- Cryphoeca Thorell, 1870 (Europa, Nord-amèrica, Japó)
- Cryphoecina Deltshev, 1997 (Montenegro)
- Cybaeina Chamberlin & Ivie, 1932 (EUA)
- Cybaeota Chamberlin & Ivie, 1933 (EUA, Canadà)
- Cybaeozyga Chamberlin & Ivie, 1937 (EUA)
- Cybaeus Koch, 1868 (Amèrica, Europa, Japó, Corea, Xina)
- Dirksia Chamberlin & Ivie, 1942 (EUA, França)
- Ethobuella Chamberlin & Ivie, 1937 (EUA, Canadà)
- Neocryphoeca Roth, 1970 (EUA)
- Paracedicus Fet, 1993 (Turkmenistan, Azerbaidjan)
- Symposia Simon, 1898 (Veneçuela, Colòmbia)
- Tuberta Simon, 1884 (Europa fins a l'Azerbaidjan)
- Vagellia Simon, 1899 (Sumatra)
- Willisus Roth, 1981 (EUA)
- Yorima Chamberlin & Ivie, 1942 (EUA, Cuba)

Fòssils
Segons el World Spider Catalog versió 19.0 (2018), existeix un gènere fòssil: †Vectaraneus Selden, 2001

### Superfamílies
Els cibèids havien format part dels dictinoïdeus (Dictynoidea), una superfamília formada per sis famílies entre les quals cal destacar pel seu nombre d'espècies els dictínids (562) i els anifènids (508).
Les aranyes, tradicionalment, havien estat classificades en famílies que van ser agrupades en superfamílies. Quan es van aplicar anàlisis més rigorosos, com la cladística, es va fer evident que la major part de les principals agrupacions utilitzades durant el segle XX no eren compatibles amb les noves dades. Actualment, els llistats d'aranyes, com ara el World Spider Catalog, ja ignoren la classificació de superfamílies.